# Lee Evans (komediant)
Lee John Martin Evans (Avonmouth, 25 februari 1964) is een inmiddels gepensioneerde komiek, schrijver, acteur en musicus.

## Biografie

### Persoonlijk leven
Lee Evans werd geboren als zoon van een Ierse moeder (Shirley Hunt) en een Welshe vader (Dave Evans). Zijn vader trad op in nachtclubs. In zijn tienertijd speelde hij als drummer in de punkrock band The Forgotten Five. Na eerst twee jaar te hebben gestudeerd aan het Thurrock art college in Essex en een korte carrière als bokser, volgde Evans in zijn vaders voetsporen.
Evans is sinds 1984 getrouwd en heeft een dochter.
in november 2014, kondigde Evans tijdens de show van Jonathan Ross aan dat hij stopt als cabaretier, dit om meer tijd met zijn vrouw door te brengen, vanwege dat hij altijd maar aan het werk is geweest.

### Carrière als komiek
Evans verkreeg als komiek bekendheid in de jaren 90. Zijn optredens werden gekenmerkt door luide, energieke optredens en fysieke humor. Hij werd mede door zijn slapstickhumor vaak vergeleken met Norman Wisdom, maar Evans beweerde zelf altijd dat zijn werk niet door Wisdom beïnvloed of geïnspireerd is. In zijn oudere optredens gebruikte hij vaak een personage genaamd Malcolm als alter-ego.
In 1993 won Evans de Perrier Comedy Award op het Edinburgh Festival. Vanwege zijn lichamelijk zware optredens staat Evans erom bekend enorm veel te zweten tijdens zijn voorstelling en daardoor vaak een pauze inlaste waarbij hij even ging douchen en van kostuum wisselde. Hij heeft ook meermaals toegegeven zijn kostuums na drie optreden vaak weg te gooien.
In november 2005 brak Evans het wereldrecord voor grootste publiek bij een solo-optreden. Hij trad toen in de Manchester Evening News Arena op voor 10.108 mensen.
In 2008 toerde Evans door het Verenigd Koninkrijk met een act getiteld "Big". Hij trad tijdens dit tournee op voor in totaal meer dan 500.000 mensen. Evans trad ook op in Channel 4's Comedy Gala voor het Great Ormond Street Hospital. Hij kreeg voor dit optreden een comedy award.
In 2011 ging Evans weer op tournee, nu met de act "Roadrunner". Datzelfde jaar kreeg hij de British Comedy Awards.

### Acteercarrière en ander werk
Evans heeft in meerdere films meegespeeld. Zijn bekendste films zijn Funny Bones, Mousehunt, There's Something About Mary (waarin hij een Amerikaan speelt die zich voordoet als een Brit), The Fifth Element, The Ladies Man, The Martins en The Medallion. Evans sprak ook de stem in van de personages Zippo in Dinotopia en Train in The Magic Roundabout.
In 1993 en 1994 had Evans een vaste rol in de Channel 4 show Viva Cabaret!, zowel als presentator en als gastoptreder. In 1996 was hij te zien in The World of Lee Evans. In 2001 schreef hij zijn eigen sitcom genaamd So What Now?.
In 2004 speelde hij zijn eerste niet-komische filmrol; die van een paranoïde moordverdachte in Freeze Frame. Van 2004 tot 2005 speelde hij het personage Leo Bloom in de Britse productie van de musical The Producers. In 2007 was hij te zien in een speciale productie van The Dumb Waiter.
Evans is verder zanger en musicus. Hij kan onder andere de gitaar, basgitaar, keyboard, piano, drums en mandoline bespelen. Via zijn eigen productiebedrijf distribueert hij de dvd-uitgaven van zijn optredens.
Op 24 november 2009 kreeg Evans een eredoctoraat van de Anglia Ruskin University. In december 2010 kreeg hij een eredoctoraat van de University of East London.

## Filmografie

### Dvd's
| Titel                                 | Uitgave          |
| ------------------------------------- | ---------------- |
| Live At Her Majesty's Theatre         | 10 oktober 1994  |
| Live From The West End                | 30 oktober 1995  |
| Live – Different Planet Tour          | 1996             |
| Live In Scotland                      | 16 november 1998 |
| Wired And Wonderful – Live At Wembley | 25 november 2002 |
| XL Tour 2005 – Live                   | 28 november 2005 |
| Big – Live At The O2                  | 24 november 2008 |
| Roadrunner – Live At The O2           | 21 november 2011 |
| Roadrunner in 3D – Live At The O2     | 28 november 2011 |

### Films
- Funny Bones (1995) – Jack Parker
- The Fifth Element (1997) – Fog
- Mousehunt (1997) – Lars Smuntz
- There's Something About Mary (1998) – Norm, alias Tucker
- The Ladies Man (2000) – Barney
- The Martins (2001) – Robert Martin
- Plots with a View aka Undertaking Betty (2002) – Delbert Butterfield
- Vacuums aka Stealing Bess  (2003) – Toady
- The Medallion (2003) – Arthur Watson
- Freeze Frame (2004) – Sean Veil
- The Magic Roundabout (2005) – Train

### Televisie
- The World of Lee Evans (televisieserie, 1995) – Lee
- Brooms (korte film, 1995) – Can Man
- Clair de Lune (televisiefilm, 1995) – Pete
- So What Now? (televisieserie, 2001) – Lee
- Dinotopia (miniserie, 2002) – Zippo
- The History of Mr Polly (televisiefilm, 2007) – Alfred Polly
- The Dinner Party (televisiefilm, 2007) – Leo
- Doctor Who – Planet of the Dead – Dr. Malcolm Taylor (1 afl., 2009)